# Оксфорд
О́ксфорд (англ. Oxford — «воловий брод», «бычий брод», произносится [ˈɒksfəd]) — город в Великобритании, столица графства Оксфордшир. Оксфорд известен благодаря старейшему в англоязычных странах и одному из старейших в Европе высших учебных заведений — Оксфордскому университету. Оксфордский университет  — это уникальное и историческое учреждение. О точной дате его создания неизвестно, однако в той или иной форме обучение в Оксфорде  существовало уже в 1096 году. А с 1167 года, когда Генрих II объявил о запрете английским студентам поступать в Парижский университет, обучение стало быстро развиваться. Все ведущие рейтинги учебных заведений Великобритании (The Complete University Guide, газет The Times и The Guardian) называют этот университет лучшим в стране; кроме того, он дал миру около 50 нобелевских лауреатов. 
Оксфорд стоит на берегах Темзы, при впадении в неё реки Чаруэлл. Протекающий через город участок Темзы длиной в 10 миль принято называть Айзис. В 2015 году население составляло 159 574 человек, из них около 30 000 — студенты университета.

## История
Оксфорд был впервые упомянут в письменном виде в «Англосаксонских хрониках» в 912 году. Тогда на его месте располагался монастырь Святой Фридесвиды. В 979 и 1009 годах Оксфорд подвергался нападениям данов. 13 ноября 1002 года в Оксфорде по приказу короля Англии Этельреда II Неразумного англичане устроили резню данов. В 1117 году был основан первый в Великобритании Оксфордский университет с целью дать священнослужителям более полное образование. Только при Генрихе II Оксфорд стал настоящим университетским городком. В ноябре 1348 года Чёрная смерть достигла Оксфорд. В 1355 году в городе произошёл погром в день Святой Схоластики, в результате которого погибло 63 студента, за что город в течение 470 следующих лет выплачивал университету символический штраф. Во время гражданской войны в Англии между сторонниками Парламента и роялистами город был взят штурмом сторонниками Парламента.

## Транспорт и промышленность
Оксфорд расположен в 90 км северо-западнее Лондона и в 110 км юго-восточнее Бирмингема, связывающая Лондон и Бирмингем автомагистраль M40 проходит в 10 км от Оксфорда. Также через город проходят трассы A34, A40 и A420, соединяющие Оксфорд с крупнейшими городами Англии и Уэльса.
Железнодорожное сообщение связывает станцию Оксфорд с Лондоном (вокзалы Паддингтон и Марилебон), Борнмутом, Вустером, Бирмингемом, Ковентри.
В 1967 было закрыто движение по Varsity Line, соединявшей Оксфорд с другим старейшим университетским городом Великобритании — Кембриджем. Ныне действует лишь небольшая ветка этой линии от Оксфорда до Бистера (англ. Bicester). В 2006 году начались работы по восстановлению железнодорожного сообщения с Кембриджем.
Оксфордское предместье Каули (en:Cowley, Oxfordshire) известно своим автомобильным заводом, выпускавшим в разное время автомобили различных марок. Первый автомобиль был собран в собственном гараже Вильямом Моррисом (англ. William Morris, 1st Viscount Nuffield), который начинал свою деятельность в мастерской по ремонту велосипедов. В этом же десятилетии основанная им компания Моррис Мотор Компани наладила массовое производство автомобилей впервые в Великобритании. В 80-х годах XX века компания пришла в упадок, но в начале XXI века на её мощностях было налажено успешное производство автомобилей BMW Mini.

## Достопримечательности Оксфорда

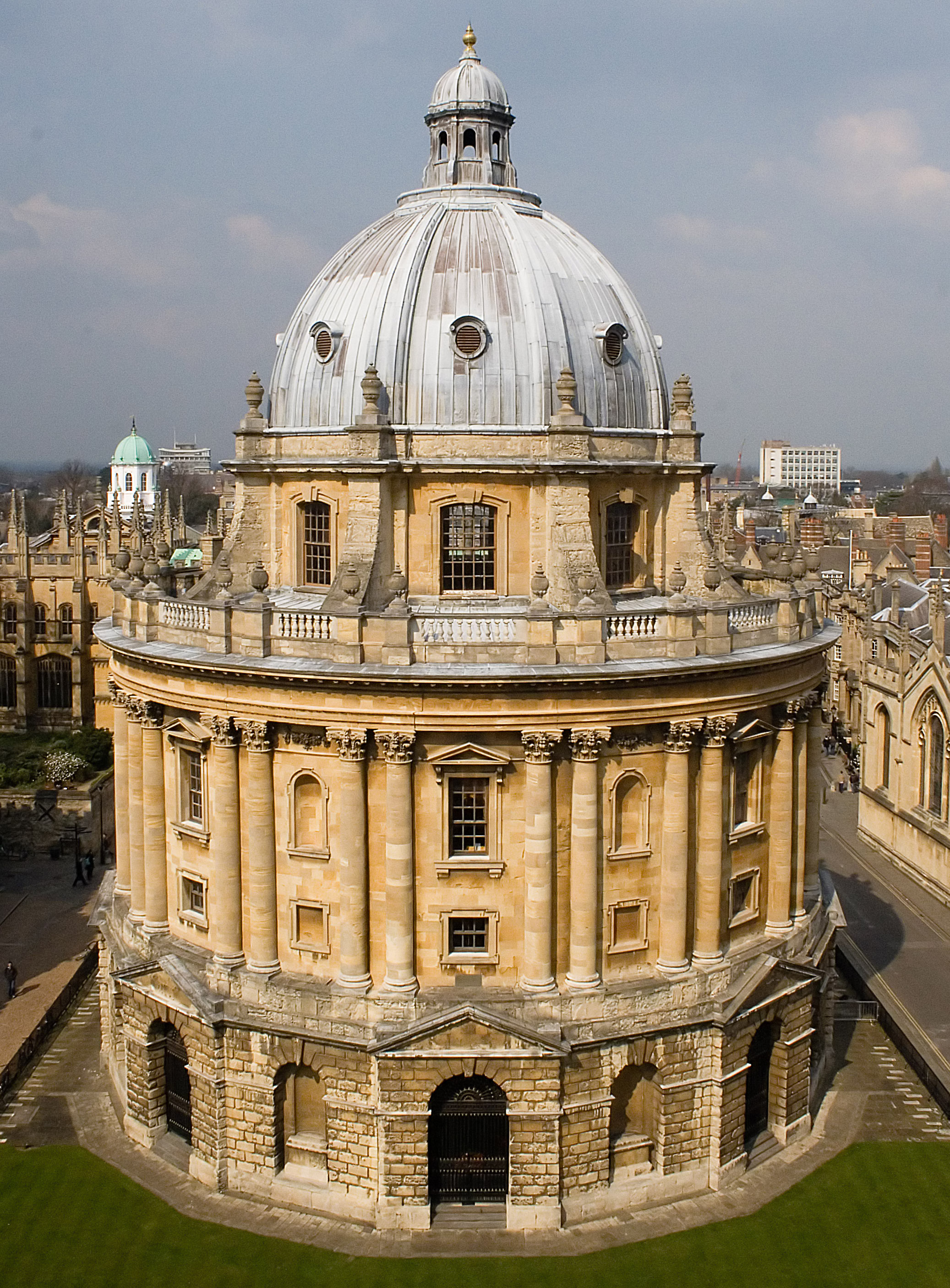
Ротонда Радклифа — одно из зданий Бодлианской библиотеки.

С расположенных в центре Оксфорда башни Карфакса и колокольни церкви Св. Марии открывается живописный вид на город.
Крайст-черч построен в 1546 году по приказу Генриха VIII. Это самый большой колледж Оксфорда. С момента основания колледжа в его колокол «Старый Том» («Old Tom») звонят каждый вечер 101 раз (по числу монахов-основателей); раньше это возвещало о закрытии ворот и призывало монахов вернуться на территорию колледжа. Часовня колледжа — собор Христа Спасителя, самый маленький кафедральный собор в Великобритании до XX века.
Колледж Магдалины (англ. Magdalen College, Oxford) основан в 1458 году одним из преподавателей Винчестерского колледжа. По традиции каждый год 1 мая в 6 часов утра на верхней площадке готической башни этого колледжа хор поёт евхаристический гимн XVII века, послушать который на близлежащей улице собирается большая толпа горожан и туристов.
Из Университетского колледжа был отчислен поэт Шелли за безбожие; ныне ему здесь же воздвигнут памятник. Колледж основан в 1249 году. Корпуса XVII века в стиле ренессанс или поздней готики. Бодлианская библиотека была основана в 1598 году. Это самая крупная библиотека в Оксфорде, в ней 6 миллионов книг. Музей Эшмола основан в 1683 г. Это первый в Англии музей, открытый для посещения. Здесь можно увидеть произведения Леонардо да Винчи, Рафаэля, Микеланджело, Рембрандта и Констебля. В Cast Gallery можно увидеть 250 греческих статуй. Ботанический сад основан в 1621 году. Здесь изучали лекарственные растения, а также растения, имевшие научное значение. Розарий посвящён открывателям и исследователям пенициллина.
Не менее интересным местом для посещения может представиться Крытый рынок («Covered Market»). Он находился в центре города, под открытым небом. Являясь самым опасным с точки зрения санитарии местом, рынок должен был быть уничтожен, но в итоге власти решили, что целесообразнее будет переместить его в здание, что и было сделано в 1774 году. Сейчас там можно купить продукты, разнообразные товары и сувениры, посидеть в кафе.
Среди других известных музеев Оксфорда: Музей истории Оксфорда, Коллекция музыкальных инструментов Бэйта (англ. Bate Collection of Musical Instruments), Университетский музей Оксфорда.
В городе действует православная Никольская церковь.
В Оксфорде можно найти известные на весь мир пабы. Среди них особое место занимает открытый в 1650 году паб The Eagle and Child, известный тем, что там проходили встречи литературного кружка «Инклинги» (англ. Inklings), членами которого являлись Дж. Р. Р. Толкин и К. С. Льюис. Кроме того, необходимо отдельно отметить пабы Lamb and Flag (англ. Lamb & Flag (Oxford)), Turf Tavern (англ. Turf Tavern) (который в свою очередь известен тем, что там, в бытность учёбы в Оксфорде, проводил свой досуг Билл Клинтон) и др.

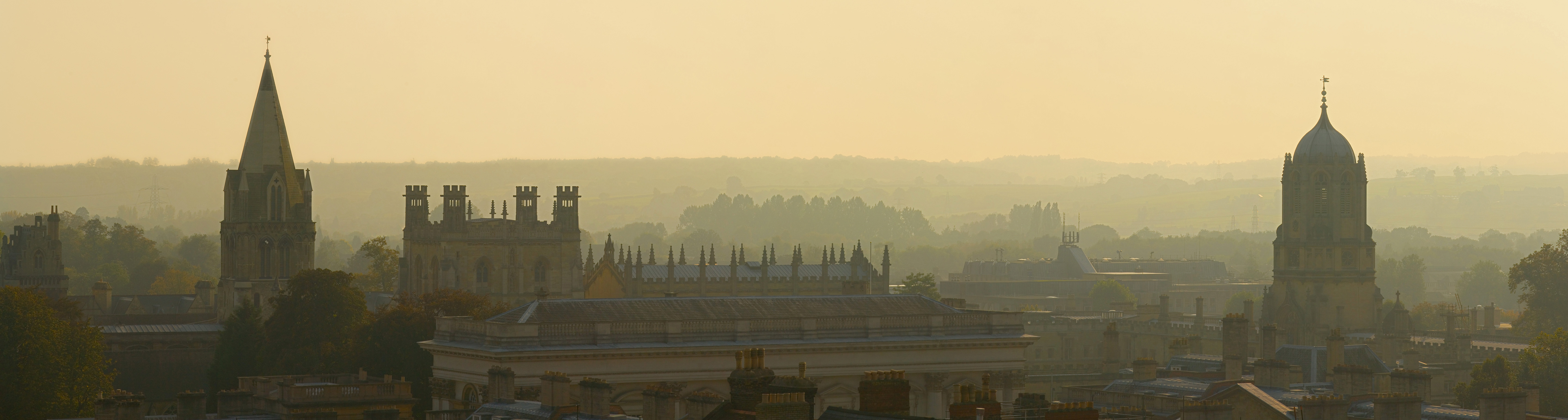

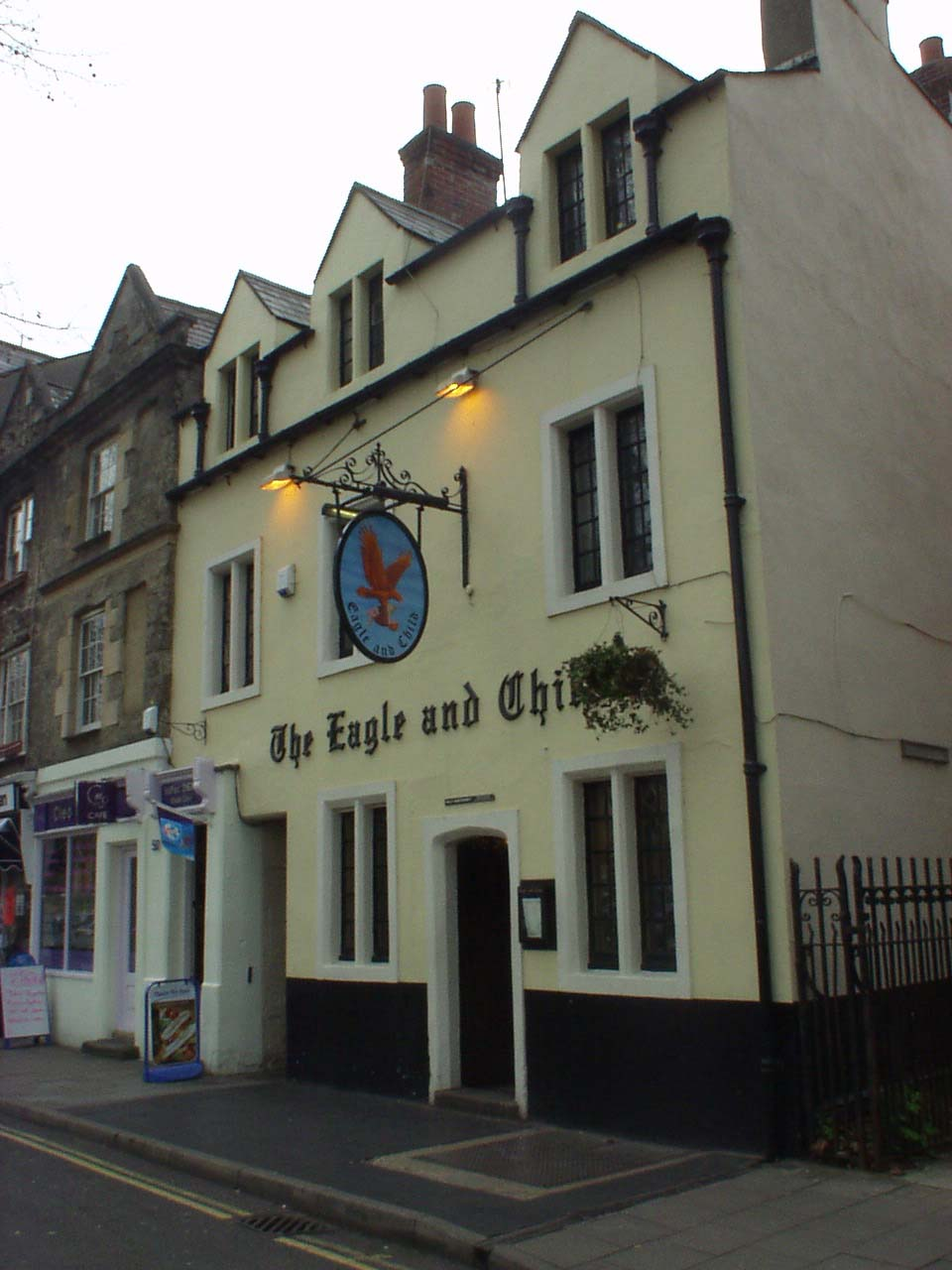
Паб The Eagle and Child
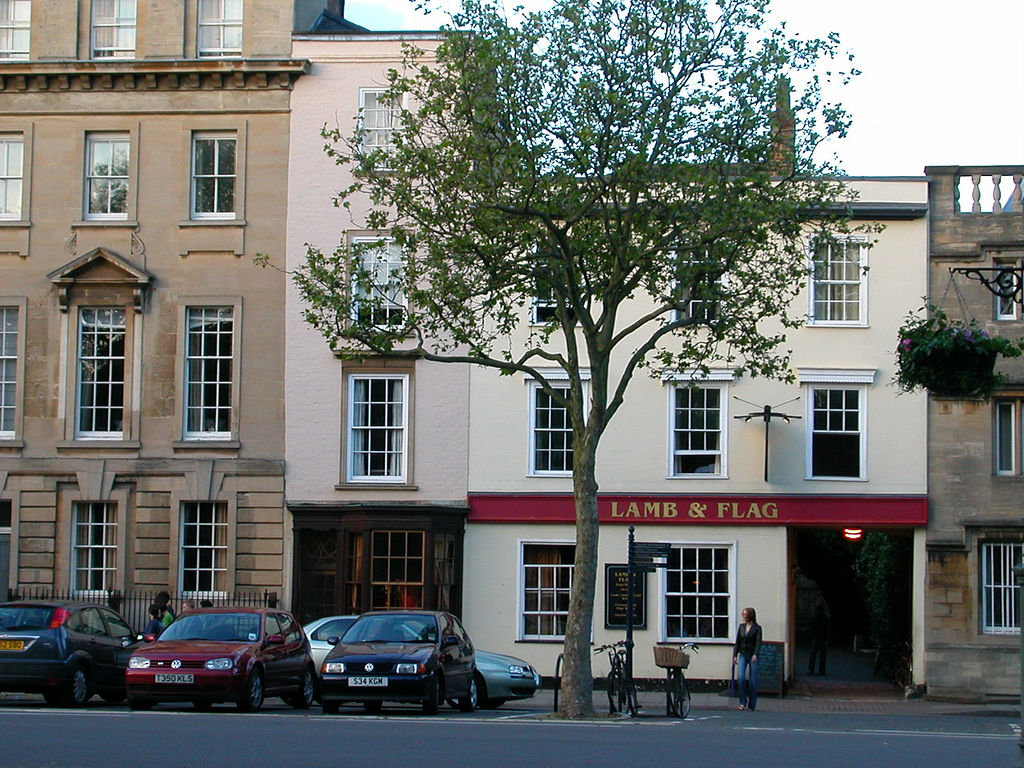
Паб Lamb and Flag (англ. Lamb & Flag (Oxford))
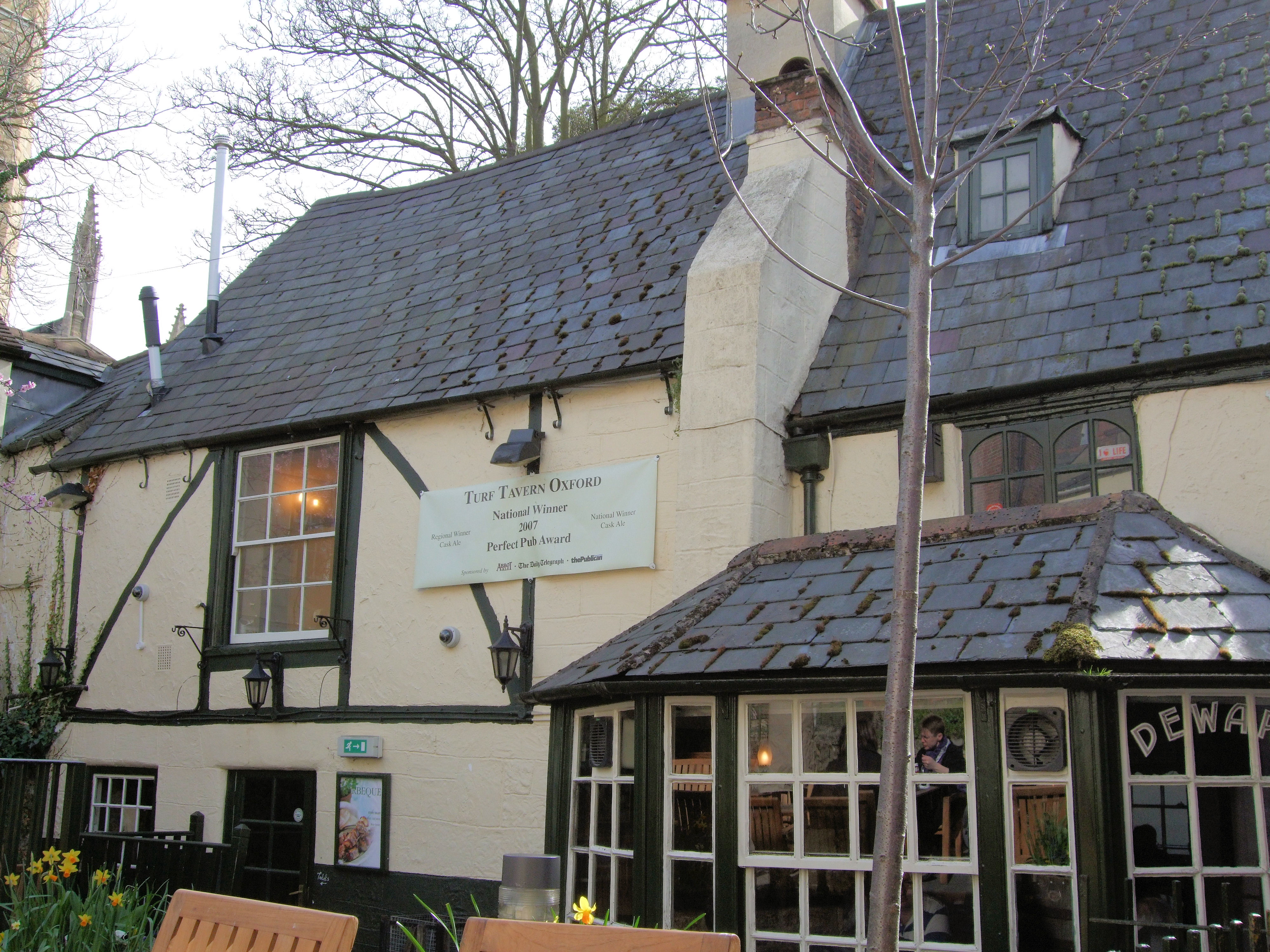
Паб Turf Tavern (англ. Turf Tavern)
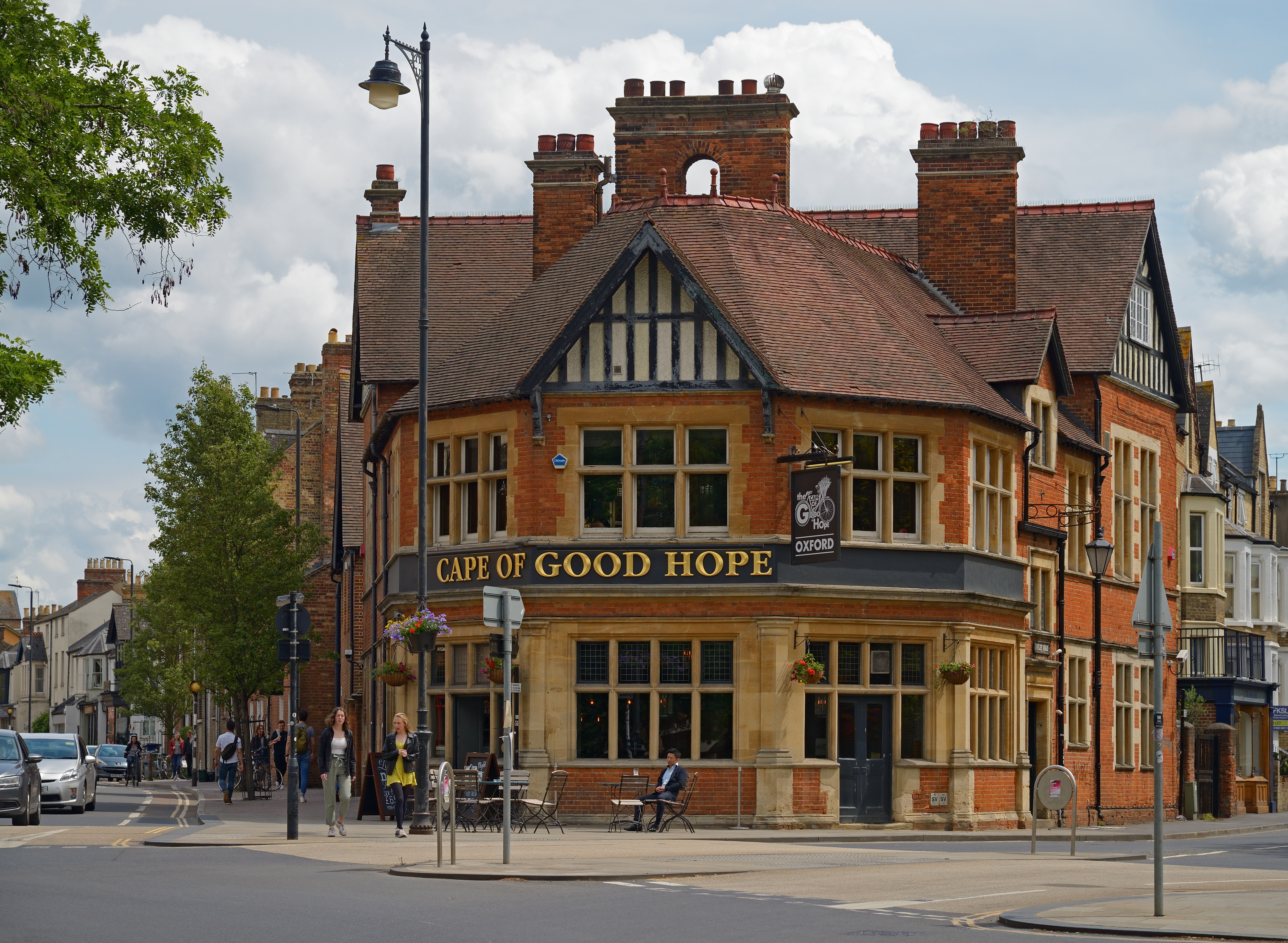
Cape Of Good Hope

## Города-побратимы
- Бонн, Германия
- Гренобль, Франция
- Лейден, Голландия
- Леон, Никарагуа
- Пермь, Россия (до 2022)[5]
- Умео, Швеция